# Angie (nummer)
Angie is een nummer van de Britse rockband The Rolling Stones, afkomstig van het elfde studioalbum Goats Head Soup uit 1973. Het nummer werd op  20 augustus dat jaar eerst in Europa op single uitgebracht. Op 28 augustus volgden Australië, Nieuw-Zeeland, de VS en Canada en op 10 september volgde Japan.

## Achtergrond
Het nummer werd opgenomen in november–december 1972 en is voornamelijk geschreven door Keith Richards, maar vanwege een afspraak werden 'Jagger-Richards' als schrijvers vermeld. Het is een akoestische ballade die gaat over het einde van een relatie. Het lied werd bekend om zijn indringende tekst over verloren liefde en verdriet. Nicky Hopkins speelt piano in het nummer. Violist Nicky Harrinson had de leiding over de strijkinstrumenten (net als bij het nummer Winter).
Hoewel het een rustig lied is (daar waren de Stones destijds niet bekend om) schoot Angie in thuisland het Verenigd Koninkrijk meteen naar de top van de UK Singles Chart en ook in de Verenigde Staten, Canada, Australië, Nieuw-Zeeland, Japan, Duitsland, Frankrijk, Spanje en Ierland.
In Nederland werd de single veel gedraaid op de zeezenders en de landelijke radiozenders  en werd een gigantische hit. De plaat bereikte de nummer 1-positie in zowel de Veronica Top 40 op Radio Veronica als de publieke hitlijst; de Daverende Dertig / Hilversum 3 Top 30 op Hilversum 3.
In België bereikte de single eveneens de nummer 1-positie in zowel de voorloper van de Vlaamse Ultratop 50 als de Vlaamse Radio 2 Top 30 en de Waalse hitlijst.
Vragen over de oorsprong van het nummer zijn nooit opgehouden. Ondanks veel geruchten dat het gaat over een relatie tussen Mick Jagger en David Bowies vrouw Angela, ontkennen de Stones dit. Richards zegt al een jaar voordat Angie werd opgenomen, met de naam te zijn gekomen. In het boekje van de compilatie-cd Jump Back: The Best of The Rolling Stones beweert Richards dat het nummer gaat over zijn dochter Angela.
Het nummer wordt vaak live gespeeld door The Rolling Stones en sinds 1981 is het al op elke tour gespeeld. Er staan ook live-opnames van op de cd's Stripped en Live Licks. De studioversie staat op de compilaties Jump Back en 40 Licks.
De Duitse partij CDU gebruikte Angie voor de campagne van bondskanselier Angela Merkel, hoewel de Stones dit verboden hadden. Na meerdere weigeringen heeft de partij het zonder toestemming gedaan. De Stones besloten geen juridische stappen te ondernemen.

## Hitnoteringen

### Nederlandse Top 40
| "Angie" in de Nederlandse Top 40 – binnen 08-09-1973 | "Angie" in de Nederlandse Top 40 – binnen 08-09-1973 | "Angie" in de Nederlandse Top 40 – binnen 08-09-1973 | "Angie" in de Nederlandse Top 40 – binnen 08-09-1973 | "Angie" in de Nederlandse Top 40 – binnen 08-09-1973 | "Angie" in de Nederlandse Top 40 – binnen 08-09-1973 | "Angie" in de Nederlandse Top 40 – binnen 08-09-1973 | "Angie" in de Nederlandse Top 40 – binnen 08-09-1973 | "Angie" in de Nederlandse Top 40 – binnen 08-09-1973 | "Angie" in de Nederlandse Top 40 – binnen 08-09-1973 | "Angie" in de Nederlandse Top 40 – binnen 08-09-1973 | "Angie" in de Nederlandse Top 40 – binnen 08-09-1973 | "Angie" in de Nederlandse Top 40 – binnen 08-09-1973 | "Angie" in de Nederlandse Top 40 – binnen 08-09-1973 | "Angie" in de Nederlandse Top 40 – binnen 08-09-1973 | "Angie" in de Nederlandse Top 40 – binnen 08-09-1973 | "Angie" in de Nederlandse Top 40 – binnen 08-09-1973 | "Angie" in de Nederlandse Top 40 – binnen 08-09-1973 | "Angie" in de Nederlandse Top 40 – binnen 08-09-1973 | binnen 30-06-1990 | binnen 30-06-1990 | binnen 30-06-1990 | binnen 30-06-1990 | binnen 30-06-1990 | binnen 30-06-1990 | binnen 30-06-1990 |
| Week                                                 | 01                                                   | 02                                                   | 03                                                   | 04                                                   | 05                                                   | 06                                                   | 07                                                   | 08                                                   | 09                                                   | 10                                                   | 11                                                   | 12                                                   | 13                                                   | 14                                                   | 15                                                   | 16                                                   | 17                                                   |                                                      | 18                | 19                | 20                | 21                | 22                | 23                |                   |
| ---------------------------------------------------- | ---------------------------------------------------- | ---------------------------------------------------- | ---------------------------------------------------- | ---------------------------------------------------- | ---------------------------------------------------- | ---------------------------------------------------- | ---------------------------------------------------- | ---------------------------------------------------- | ---------------------------------------------------- | ---------------------------------------------------- | ---------------------------------------------------- | ---------------------------------------------------- | ---------------------------------------------------- | ---------------------------------------------------- | ---------------------------------------------------- | ---------------------------------------------------- | ---------------------------------------------------- | ---------------------------------------------------- | ----------------- | ----------------- | ----------------- | ----------------- | ----------------- | ----------------- | ----------------- |
| Nummer                                               | 17                                                   | 6                                                    | 4                                                    | 4                                                    | 3                                                    | 2                                                    | 1                                                    | 1                                                    | 1                                                    | 1                                                    | 3                                                    | 5                                                    | 11                                                   | 18                                                   | 29                                                   | 38                                                   | 40                                                   | uit                                                  | 32                | 20                | 13                | 13                | 20                | 33                | uit               |

### Daverende 30 / Hilversum 3 Top 30
| "Angie" in de Daverende 30 / Hilversum 3 Top 30 – binnen: 08-09-1973 | "Angie" in de Daverende 30 / Hilversum 3 Top 30 – binnen: 08-09-1973 | "Angie" in de Daverende 30 / Hilversum 3 Top 30 – binnen: 08-09-1973 | "Angie" in de Daverende 30 / Hilversum 3 Top 30 – binnen: 08-09-1973 | "Angie" in de Daverende 30 / Hilversum 3 Top 30 – binnen: 08-09-1973 | "Angie" in de Daverende 30 / Hilversum 3 Top 30 – binnen: 08-09-1973 | "Angie" in de Daverende 30 / Hilversum 3 Top 30 – binnen: 08-09-1973 | "Angie" in de Daverende 30 / Hilversum 3 Top 30 – binnen: 08-09-1973 | "Angie" in de Daverende 30 / Hilversum 3 Top 30 – binnen: 08-09-1973 | "Angie" in de Daverende 30 / Hilversum 3 Top 30 – binnen: 08-09-1973 | "Angie" in de Daverende 30 / Hilversum 3 Top 30 – binnen: 08-09-1973 | "Angie" in de Daverende 30 / Hilversum 3 Top 30 – binnen: 08-09-1973 | "Angie" in de Daverende 30 / Hilversum 3 Top 30 – binnen: 08-09-1973 | "Angie" in de Daverende 30 / Hilversum 3 Top 30 – binnen: 08-09-1973 | "Angie" in de Daverende 30 / Hilversum 3 Top 30 – binnen: 08-09-1973 | "Angie" in de Daverende 30 / Hilversum 3 Top 30 – binnen: 08-09-1973 | binnen: 16-06-1990 | binnen: 16-06-1990 | binnen: 16-06-1990 | binnen: 16-06-1990 | binnen: 16-06-1990 | binnen: 16-06-1990 | binnen: 16-06-1990 | binnen: 16-06-1990 | binnen: 16-06-1990 | binnen: 16-06-1990 | binnen: 16-06-1990 | binnen: 16-06-1990 |
| Week                                                                 | 01                                                                   | 02                                                                   | 03                                                                   | 04                                                                   | 05                                                                   | 06                                                                   | 07                                                                   | 08                                                                   | 09                                                                   | 10                                                                   | 11                                                                   | 12                                                                   | 13                                                                   | 14                                                                   |                                                                      | 15                 | 16                 | 17                 | 18                 | 19                 | 20                 | 21                 | 22                 | 23                 | 24                 | 25                 |                    |
| -------------------------------------------------------------------- | -------------------------------------------------------------------- | -------------------------------------------------------------------- | -------------------------------------------------------------------- | -------------------------------------------------------------------- | -------------------------------------------------------------------- | -------------------------------------------------------------------- | -------------------------------------------------------------------- | -------------------------------------------------------------------- | -------------------------------------------------------------------- | -------------------------------------------------------------------- | -------------------------------------------------------------------- | -------------------------------------------------------------------- | -------------------------------------------------------------------- | -------------------------------------------------------------------- | -------------------------------------------------------------------- | ------------------ | ------------------ | ------------------ | ------------------ | ------------------ | ------------------ | ------------------ | ------------------ | ------------------ | ------------------ | ------------------ | ------------------ |
| Nummer                                                               | 16                                                                   | 6                                                                    | 5                                                                    | 4                                                                    | 2                                                                    | 3                                                                    | 1                                                                    | 1                                                                    | 2                                                                    | 2                                                                    | 3                                                                    | 7                                                                    | 10                                                                   | 20                                                                   | uit                                                                  | 72                 | 43                 | 33                 | 17                 | 11                 | 11                 | 15                 | 19                 | 40                 | 52                 | 84                 | uit                |

### Evergreen Top 1000
| Evergreen Top 1000 "Angie" | Evergreen Top 1000 "Angie" | Evergreen Top 1000 "Angie" | Evergreen Top 1000 "Angie" | Evergreen Top 1000 "Angie" | Evergreen Top 1000 "Angie" | Evergreen Top 1000 "Angie" | Evergreen Top 1000 "Angie" | Evergreen Top 1000 "Angie" | Evergreen Top 1000 "Angie" | Evergreen Top 1000 "Angie" | Evergreen Top 1000 "Angie" | Evergreen Top 1000 "Angie" | Evergreen Top 1000 "Angie" | Evergreen Top 1000 "Angie" | Evergreen Top 1000 "Angie" | Evergreen Top 1000 "Angie" |
| Jaar                       | 2008                       | 2009                       | 2010                       | 2011                       | 2012                       | 2013                       | 2014                       | 2015                       | 2016                       | 2017                       | 2018                       | 2019                       | 2020                       | 2021                       | 2022                       | 2023                       |
| -------------------------- | -------------------------- | -------------------------- | -------------------------- | -------------------------- | -------------------------- | -------------------------- | -------------------------- | -------------------------- | -------------------------- | -------------------------- | -------------------------- | -------------------------- | -------------------------- | -------------------------- | -------------------------- | -------------------------- |
| Positie                    | -                          | -                          | 851                        | 851                        | 462                        | 19                         | 87                         | 50                         | 53                         | 47                         | 46                         | 49                         | 33                         | 44                         | 48                         | 38                         |

### NPO Radio 2 Top 2000
| Nummer met noteringen in de NPO Radio 2 Top 2000 | '99 | '00 | '01 | '02 | '03 | '04 | '05 | '06 | '07 | '08 | '09 | '10 | '11 | '12 | '13 | '14 | '15 | '16 | '17 | '18 | '19 | '20 | '21 | '22 | '23 | '24 |
| ------------------------------------------------ | --- | --- | --- | --- | --- | --- | --- | --- | --- | --- | --- | --- | --- | --- | --- | --- | --- | --- | --- | --- | --- | --- | --- | --- | --- | --- |
| Angie                                            | 8   | 9   | 22  | 12  | 10  | 13  | 18  | 21  | 45  | 20  | 36  | 35  | 41  | 26  | 46  | 54  | 77  | 78  | 70  | 79  | 90  | 79  | 91  | 120 | 119 | 86  |

1. ↑  Een vetgedrukt getal geeft de hoogste notering aan.

### JOE FM Hitarchief Top 2000
| Angie in de Joe Top 2000 | Angie in de Joe Top 2000 | Angie in de Joe Top 2000 | Angie in de Joe Top 2000 | Angie in de Joe Top 2000 | Angie in de Joe Top 2000 |
| Jaar                     | 2009                     | 2010                     | 2011                     | 2012                     | 2013                     |
| ------------------------ | ------------------------ | ------------------------ | ------------------------ | ------------------------ | ------------------------ |
| Positie                  | 20                       | 15                       | 9                        | 10                       | 4                        |